# Першотравенка (житломасив)
Першотра́венка  — житловий масив у Металургійному районі Кривого Рогу.
Має 13 вулиць приватного сектору загальною довжиною 2,9 км, 178 приватних будинків. Площа 12 км². Багатий на зелені насадження.